# Koldo Mendaza
Koldo Mendaza de la Hoz (Vitoria, País Vasco, 1964) es un fotógrafo español, profesor y promotor de la labor pedagógica de la Escuela de Artes y Oficios de Vitoria (Álava) en el campo de la fotografía desde el año 2001. Mediante su labor docente ha fomentado la curiosidad fotográfica de centenares de jóvenes de su ciudad y participando en numerosos proyectos fotográficos.

## Biografía
En el año 1991 Koldo Mendaza se diplomó en fotografía creativa en el CEV, Escuela Superior de Comunicación,Imagen y Sonido de Madrid, tras lo cual hizo trabajos en los ámbitos publicitario y de prensa en el País Vasco.
Actualmente, aunque más entregado a su labor pedagógica, desde sus profundos conocimientos y especial cariño por los procesos tradicionales en blanco y negro, su obra personal delata nítidamente sus dotes creativas y la solidez de su dominio técnico. En relación con lo anterior también son importante s sus conocimientos de Historia de la Fotografía, desde los orígenes hasta fotógrafos contemporáneos que también admira, como Alberto García Alix, Ricky Dávila y muchos otros.
Además de su faceta pedagógica, también ha participado como ponente, asistente, jurado, moderador o asesor en actividades fotográficas diversas.
Como miembro de la Escuela de Artes participa en el apoyo y promoción de nuevos artistas de su ciudad, por medio de la cesión del espacio expositivo de la misma y, tanto los alumnos de dicha organización educativa como de otros a los que se invita, así como por medio de otras colaboraciones.

## Libros
- 2001. Aunque no pueda volar[7]
- 2018. A cámara lenta, con Piko Zulueta[8][9][10]

## Premios
- Concurso Fotográfico San Prudencio[11] (2000)
- Finalista en el 17º concurso fotográfico Caminos de Hierro, organizado por Renfe (2003)

## Espectáculos audiovisuales
Koldo Mendaza, junto a su compañero y video creador Juan Arrosagaray, ha dirigido y coordinado varias actividades audiovisuales de distinta índole, en los que se han fusionado la fotografía, el video, la danza, y otras artes interpretativas en las que han colaborado diferentes creadores:
- Nunca estrenarás tu traje de astronauta (Junto a m.Class Moda Centro, de Vitoria) (2006)
- La geografía del deseo (2007)
- Noches de verano (Museo Artium de Vitoria) (2009)
- Cosas que nunca te dije (Sala Luis de Ajuria de Vitoria) (febrero de 2011)[12]

## Exposiciones Individuales (selección)
- 2001. Aunque no pueda volar. Archivo del Territorio Histórico de Álava[13]

## Exposiciones Colectivas (selección)
- 2016. 14 de 240. Palacio Montehermoso de Vitoria, Álava[14]
- 2014. Obra en Artista - Coleccionista, de Brenan Duarte e Iñaki González-Eribe. Palacio Montehermoso de Vitoria, Álava[15]
- 2006. C.C. Hegoalde de Vitoria-Gasteiz, Álava)
- 2005. Palacio de Montehermoso de Vitoria-Gasteiz, Álava
- 2004. Palacio de Montehermoso de Vitoria-Gasteiz, Álava